# Фрасинешты
Фрасинешты (рум. Frăsineşti, Фрэсинешть) — село в Унгенском районе Молдавии. Наряду с селом Макарешты входит в состав коммуны Макарешты.

## География
Село расположено на высоте 55 метров над уровнем моря.

## Население
По данным переписи населения 2004 года, в селе Фрэсинешть проживает 1375 человек (702 мужчины, 673 женщины).
Этнический состав села:
| Национальность | Число жителей | Процентный состав |
| -------------- | ------------- | ----------------- |
| молдаване      | 1349          | 98.11             |
| украинцы       | 14            | 1.02              |
| русские        | 8             | 0.58              |
| румыны         | 3             | 0.22              |
| цыгане         | 1             | 0.07              |
| Всего          | 1375          | 100%              |